# Piedade filial

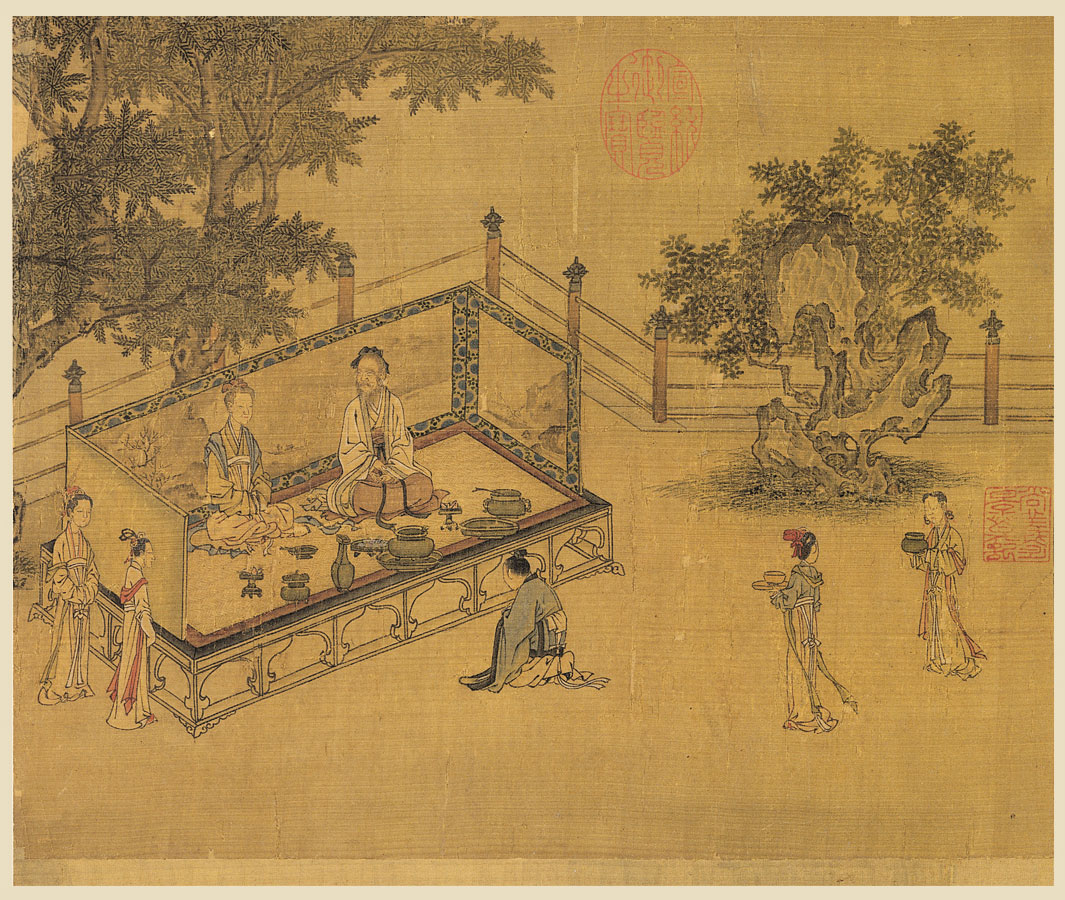
Cena da Dinastia Song. Ilustração do Clássico da Piedade Filial (detalhe), mostrando um filho ajoelhado diante de seus pais.

A Piedade Filial (em chinês: 孝, xiào) é a virtude de demonstrar, adequadamente, amor e respeito  pelos pais, anciãos e ancestrais, particularmente no contexto da ética confucionista, budista chinesa e daoísta. O Clássico da Piedade Filial (em chinês: 孝經, Xiàojīng) que se acredita ter sido escrito entre o período Qin-Han, tem sido historicamente a fonte oficial do princípio confucionista da piedade filial. O livro – um diálogo entre Confúcio e seu aluno Zēngzǐ – é sobre como estabelecer uma boa sociedade usando o princípio da piedade filial.
Em termos mais gerais, piedade filial significa ser bom para com os pais; cuidar dos pais; praticar boa conduta, não apenas com os pais, mas também fora de casa, de modo a trazer um bom nome aos pais e antepassados; mostrar amor, respeito e apoio; para mostrar cortesia; garantir herdeiros do sexo masculino; defender a fraternidade entre irmãos; aconselhar sabiamente os pais, inclusive dissuadindo-os da injustiça moral; demonstrar tristeza por sua doença e morte; enterrá-los e realizar sacrifícios após sua morte.
A piedade filial é considerada uma virtude fundamental na cultura chinesa e em outras culturas do Leste Asiático, e é o tema principal de muitas histórias. Uma das coleções mais famosas dessas histórias é Os Vinte e Quatro Casos de Piedade Filial (chinês: 二十四孝, Èrshí-sì xiào). Essas histórias retratam como as crianças exerciam seus costumes de piedade filial no passado. Embora a China sempre tenha tido uma diversidade de crenças religiosas, o costume da piedade filial tem sido comum a quase todos eles; o historiador Hugh D.R. Baker considera o respeito pela família o elemento comum a quase todos os chineses.

## Significado cultural

### Confucionismo
Os ensinamentos confucionistas sobre a piedade filial podem ser encontrados em vários textos, incluindo os Quatro Livros, ou seja: o Grande Aprendizado (大学); a Doutrina do Meio (中庸); os Analectos (论语) e o livro de Mêncio (孟子), bem como as obras Clássico da Piedade Filial (孝经) e do Livro dos Ritos (礼记). No Clássico da Piedade Filial, Confúcio diz que "a piedade filial é a raiz da virtude e a base da filosofia" e o filósofo moderno Fung Yu-lan descreve a piedade filial como "a base ideológica para a tradição da sociedade [chinesa]".
Para Confúcio, a piedade filial não é apenas um ritual de respeito aos pais, mas também uma atitude interior. A piedade filial consiste em vários aspectos. É também a consciência de retribuir o fardo suportado pelos pais. Como tal, é praticada para retribuir o cuidado prestado pelos pais. No entanto, também é praticada por uma obrigação com os antepassados.
De acordo com alguns estudiosos modernos, xiào (孝)  é a raiz de rén (仁; benevolência, humanidade), mas outros estudiosos afirmam que rén, assim como yì (義; retidão) e li (禮; decoro) devem ser interpretados como as raízes de xiào. Rén significa comportamento favorável para aqueles de quem estamos próximos. Yì refere-se ao respeito por aqueles considerados dignos de respeito, como pais e superiores. Li é definido como o comportamento de acordo com normas sociais e valores culturais. Além disso, é definido nos textos como deferência, que é submissão respeitosa, e reverência, que significa profundo respeito e admiração. A piedade filial foi ensinada por Confúcio como parte de um amplo ideal de autocultivo (chinês: 君子, jūnzǐ) para tornar-se um ser humano perfeito.

### Budismo
A piedade filial tem sido um aspecto importante da ética budista desde o início do Budismo e foi essencial nas apologéticas e nos textos do Budismo Chinês. Nos primeiros textos budistas, como os Nikāyas e os Āgamas, a piedade filial é prescrita e praticada de três maneiras: para retribuir a gratidão aos pais; como um bom carma ou mérito; e como forma de contribuir e sustentar a ordem social. As escrituras budistas retratam o Buda e seus discípulos praticando a piedade filial para com seus pais, com base nas qualidades de gratidão e reciprocidade. Inicialmente, estudiosos do budismo como Kenneth Ch'en viram os ensinamentos budistas sobre a piedade filial como uma característica distinta do budismo chinês. Estudos posteriores, liderados por pessoas como John Strong e Gregory Schopen, passaram a acreditar que a piedade filial fazia parte da doutrina budista desde os primeiros tempos. Strong e Schopen forneceram evidências epigráficas e textuais para mostrar que os primeiros leigos, monges e freiras budistas frequentemente demonstravam forte devoção aos seus pais e concluíram que a piedade filial já era uma parte importante da vida devocional dos primeiros budistas.

### Tradição judaico-cristã
Na tradição judaico-cristã, o conceito de "piedade filial" apresenta analogias com o mandamento bíblico do "honrar pai e mãe". 